# 棒孢对囊蕨
棒孢对囊蕨（学名：Deparia emeiensis）也称为棒孢蛾眉蕨，为蹄盖蕨科对囊蕨属下的一个种。其种加词“emeiensis”意为“四川峨眉山的”。
现接受名为棒孢蛾眉蕨（Deparia wangzhongrenii L.Y.Kuo, M.Kato & W.L.Chiou, 2018）。